# Vũ Hải Hà
Vũ Hải Hà (sinh ngày 1 tháng 3 năm 1969) là một chính trị gia người Việt Nam. Ông hiện là Ủy viên Ban Chấp hành Trung ương Đảng Cộng sản Việt Nam khóa XIII, Phó Bí thư chuyên trách Đảng ủy Quốc hội nhiệm kỳ 2020-2025, Ủy viên Ủy ban Thường vụ Quốc hội, Đại biểu Quốc hội Việt Nam khóa XV nhiệm kì 2021-2026, thuộc đoàn đại biểu quốc hội tỉnh Đồng Nai, Chủ tịch Liên minh nghị viện thế giới (IPU) Quốc gia Việt Nam; Phó Chủ tịch Tổ chức nghị sĩ hữu nghị Việt Nam; Chủ tịch Nhóm nghị sĩ hữu nghị Việt Nam - Cuba.

## Xuất thân
Vũ Hải Hà sinh ngày 1 tháng 3 năm 1969 quê quán ở xã Hải Anh, huyện Hải Hậu, tỉnh Nam Định. 
Ông hiện cư trú ở Nhà 11, ngõ 92 Nguyễn Khánh Toàn, phường Quan Hoa, quận Cầu Giấy, thành phố Hà Nội.

## Giáo dục
- Giáo dục phổ thông: 12/12
- Cử nhân Ngôn ngữ học
- Cử nhân Luật
- Thạc sĩ Chính sách công
- Cao cấp lí luận chính trị

## Sự nghiệp

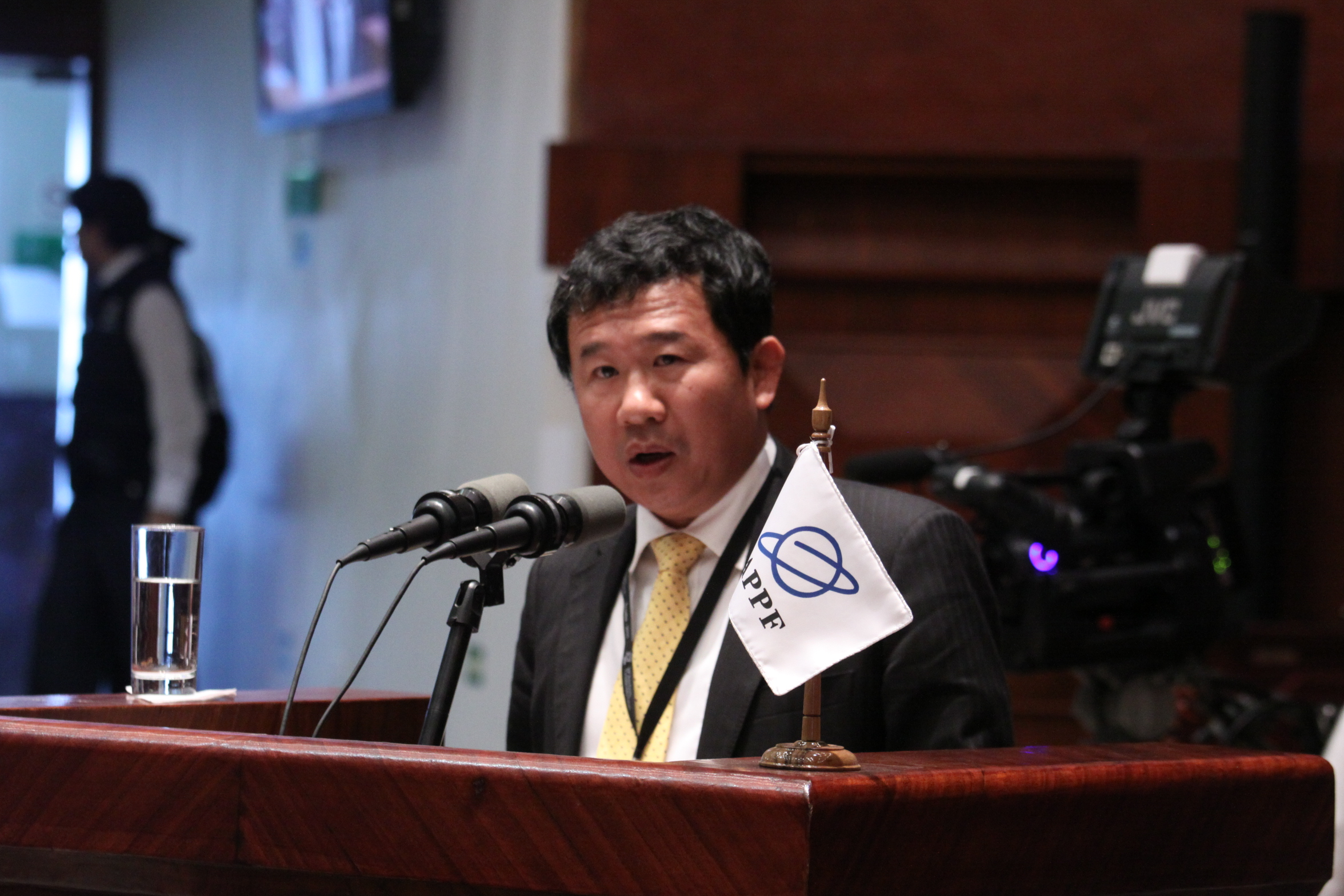
Vũ Hải Hà tại Diễn đàn Nghị viện Châu Á Thái Bình Dương tại Peru, năm 2015

Ông gia nhập Đảng Cộng sản Việt Nam vào ngày 1/4/1995.
10/1986 - 8/1995: Biên chế trong Công an nhân dân (học viên và sinh viên các trường trong và ngoài Công an nhân dân)
8/1995 - 5/2002: Chuyên viên Vụ Đối ngoại, Văn phòng Quốc hội
5/2002 - 2/2005: Phó Vụ trưởng Vụ Đối ngoại, Văn phòng Quốc hội
2/2005 - 10/2005: Phó Vụ trưởng phụ trách Vụ Đối ngoại, Văn phòng Quốc hội
10/2005 - 11/2007: Quyền Vụ trưởng Vụ Đối ngoại, Văn phòng Quốc hội
11/2007 - 7/2011: Vụ trưởng Vụ Đối ngoại, Văn phòng Quốc hội; Đại biểu Quốc hội khóa 13 tỉnh Đồng Nai (7/2011)
7/2011 - 11/2013: Ủy viên Thường trực Ủy ban Đối ngoại của Quốc hội khóa 13
11/2013 - 4/2021: Phó Chủ nhiệm Ủy ban Đối ngoại của Quốc hội khóa 13 (11/2013 - 7/2016), 14(7/2016 - 4/2021); Ủy viên Trung ương Đảng khóa 13 (từ 1/2021). Ông đã trúng cử đại biểu Quốc hội khóa 14 ở đơn vị bầu cử số 2, tỉnh Đồng Nai gồm các huyện: Vĩnh Cửu, Trảng Bom và Thống Nhất, được 330.956 phiếu, đạt tỷ lệ 73,62% số phiếu hợp lệ.
4/2021: Ông được bầu là Ủy viên Ban Chấp hành Trung ương Đảng Cộng sản Việt Nam khoá XIII, nhiệm kỳ 2021-202; Ủy viên Ủy ban Thường vụ Quốc hội, Chủ nhiệm Ủy ban Đối ngoại của Quốc hội khóa XIV; Đại biểu Quốc hội khóa XV (7/2021)
7/2021: Tại kỳ họp thứ nhất Quốc hội khóa XV, ông tiếp tục được bầu giữ chức Ủy viên Ủy ban Thường vụ Quốc hội, Chủ nhiệm Ủy ban Đối ngoại khóa XV.
Ngày 3/2/2025: Bộ Chính trị chỉ định ông giữ chức Phó Bí thư Đảng ủy Quốc hội nhiệm kỳ 2020-2025.